# Careproctus gilberti
Careproctus gilberti és una espècie de peix pertanyent a la família dels lipàrids.

## Descripció
- Fa 8,9 cm de llargària màxima.[6][7]

## Hàbitat
És un peix marí i batidemersal que viu entre 73 i 886 m de fondària.

## Distribució geogràfica
Es troba al Pacífic nord-oriental: els Estats Units (incloent-hi Alaska) i el Canadà.

## Observacions
És inofensiu per als humans.